# 萧颖胄
萧颖胄（462年—501年12月7日），字云长，南兰陵郡蘭陵县（今江苏省常州市武进区）人，南齐和帝时担任侍中、尚书令。齐高帝从祖弟萧赤斧之子。

## 生平
萧颖胄为人弘厚，好文义。起家为秘书郎。齐武帝永明年间历任安陸内史、中书郎、新安郡太守、卫尉。萧昭业隆昌年间为辅国将军、青冀二州刺史。齐明帝建武年间为廣陵郡太守、兼任南兗州府州事，持節、都督南兗州、徐州、青州、冀州、荊州五州諸軍事，南兗州刺史。
萧宝卷在位时，辅政大臣江祏出萧颖胄为南郡太守，南康王萧宝融镇荆州，萧颖胄行荆州府州事。萧颖胄认为自己被排挤，不悦。当时萧宝卷诛戮江祏等大臣，委任群小，方镇各怀异计。永元二年（500年），雍州刺史萧衍将要起兵，写信给萧颖胄，劝他同举义旗。萧宝卷派遣将军劉山陽领兵联合萧颖胄攻打雍州。萧衍派手下也是萧颖胄的心腹王天虎劝说周边一同起兵，但给萧颖胄及其弟萧颖达的信只写了“天虎口具”，即由王天虎口述，而王天虎因未得到蕭衍的事先交代，无话可说。这样萧颖胄就无法通过上交信件取信于劉山陽，劉山陽也就不敢在荊州入城。萧颖胄夜间召部下席闡文、柳忱商議。席闡文建议斬劉山陽，跟随蕭衍一起起兵，擁立萧宝融为帝。柳忱同样劝说，萧颖达也赞同，萧颖胄同意。萧颖胄斬王天虎以首级示劉山陽，劉山陽认识王天虎，见了他的首级大喜，率数百人进入江陵。席闡文在門上伏兵，待劉山陽跨門槛将他擒杀，首級送给蕭衍。萧颖胄发檄文以讨伐茹法珍、梅虫儿为口号，与萧衍一共起兵。他拥立萧宝融于江陵即位齐和帝。
中兴元年（501年），萧颖胄担任和帝的侍中、尚书令、监八州诸军事、荆州刺史，留守西朝。派弟弟萧颖达发兵进攻建康，平郢州、江州二州。当时巴東郡、巴西郡太守攻打荆州，萧颖胄派遣的大军被他们击败。萧颖胄在江陵忧虑发病而卒。
萧颖胄死后，萧衍成为义军的唯一首领，和帝也失去与萧衍抗衡的力量，最终被迫禅位。南梁天監元年（502年），梁武帝代齊，追封萧颖胄巴東郡開國公，食邑三千戶，谥号献武公。

## 家庭
- 子：蕭靡，襲封巴東郡開國公，官至中書郎，早卒[5]。